# Brian Gómez
Brian Emanuel Gómez (San Justo, 15 febbraio 1994) è un calciatore argentino, centrocampista del Def. de Belgrano.

## Caratteristiche tecniche
È un esterno sinistro.

## Carriera
Cresciuto nelle giovanili dell'Argentinos Juniors, ha esordito in prima squadra il 20 ottobre 2012  in occasione del match di campionato perso 1-0 contro l'Independiente.
Dopo varie presenze in patria e negli Stati Uniti, nel giugno 2021 si trasferisce nel club gibilterriano del Lincoln Red Imps. Dopo aver debuttato con i red devils nelle competizioni europee, nell'agosto dello stesso anno e quindi due mesi dopo l'arrivo al club, rescinde il proprio contratto.
Rimasto svincolato per sei mesi, nel gennaio 2022 si trasferisce al Temperley.